# Zemfira Meftahətdinova
Zemfira Əliqızı Meftahətdinova (in russo Земфира Алиевна Мефтахетдинова?, Zemfira Alievna Meftachetdinova; Baku, 28 maggio 1963) è un'ex tiratrice a volo azera, fino al 1991 sovietica.

## Palmarès
Olimpiadi
- 2 medaglie[1]:
  - 1 oro (Sydney 2000 nello skeet)
  - 1 bronzo (Atene 2004 nello skeet)

Mondiali
- 2 medaglie[1]:
  - 2 ori (Nicosia 1995 nello skeet; Il Cairo 2001 nello skeet)

Europei
- 8 medaglie:
  - 3 ori[1] (Brno 1993 nello skeet; Sipoo 1997 nello skeet; Brno 2003 nello skeet)
  - 3 argenti[2] (Montecatini 1986 nello skeet; Istanbul 1988 nello skeet; Uddevalla 1990 nello skeet)
  - 2 bronzi (Lahti 1987 nello skeet[2]; Lahti 1995 nello skeet[1])